# Tubulina
Tubulina na biologia molecular pode se referir tanto à superfamília de proteínas tubulina de proteínas globulares, quanto a uma das proteínas membros dessa superfamília. As tubulinas α e β polimerizam em microtúbulos, um componente importante do citoesqueleto eucarioto. Foi descoberta e nomeada por Hideo Mōri em 1968. Os microtúbulos funcionam em muitos processos celulares essenciais, incluindo a mitose. Medicamentos que se ligam à tubulina matam células cancerosas ao inibir a dinâmica dos microtúbulos, que são necessários para a segregação do DNA e, portanto, para a divisão celular. Em eucariotos, existem seis membros da superfamília da tubulina, embora nem todos estejam presentes em todas as espécies. Tanto as tubulinas α quanto β têm uma massa de cerca de 50 kDa e, portanto, estão em uma faixa similar em comparação com a actina (com uma massa de ~42 kDa). Em contraste, os polímeros de tubulina (microtúbulos) tendem a ser muito maiores que os filamentos de actina devido à sua natureza cilíndrica. Por muito tempo, pensou-se que a tubulina fosse específica dos eucariotos. Mais recentemente, no entanto, várias proteínas procariotas mostraram ser relacionadas à tubulina.

## Caracterização
A tubulina é caracterizada pelo domínio proteico da família Tubulina/FtsZ, GTPase evolutivamente conservado. Este domínio proteico GTPase é encontrado em todas as cadeias de tubulina eucariótica, bem como na proteína bacteriana TubZ, na proteína arqueana CetZ, e na família de proteínas FtsZ amplamente distribuída em bactérias e arqueias.

## Função

### Microtúbulos

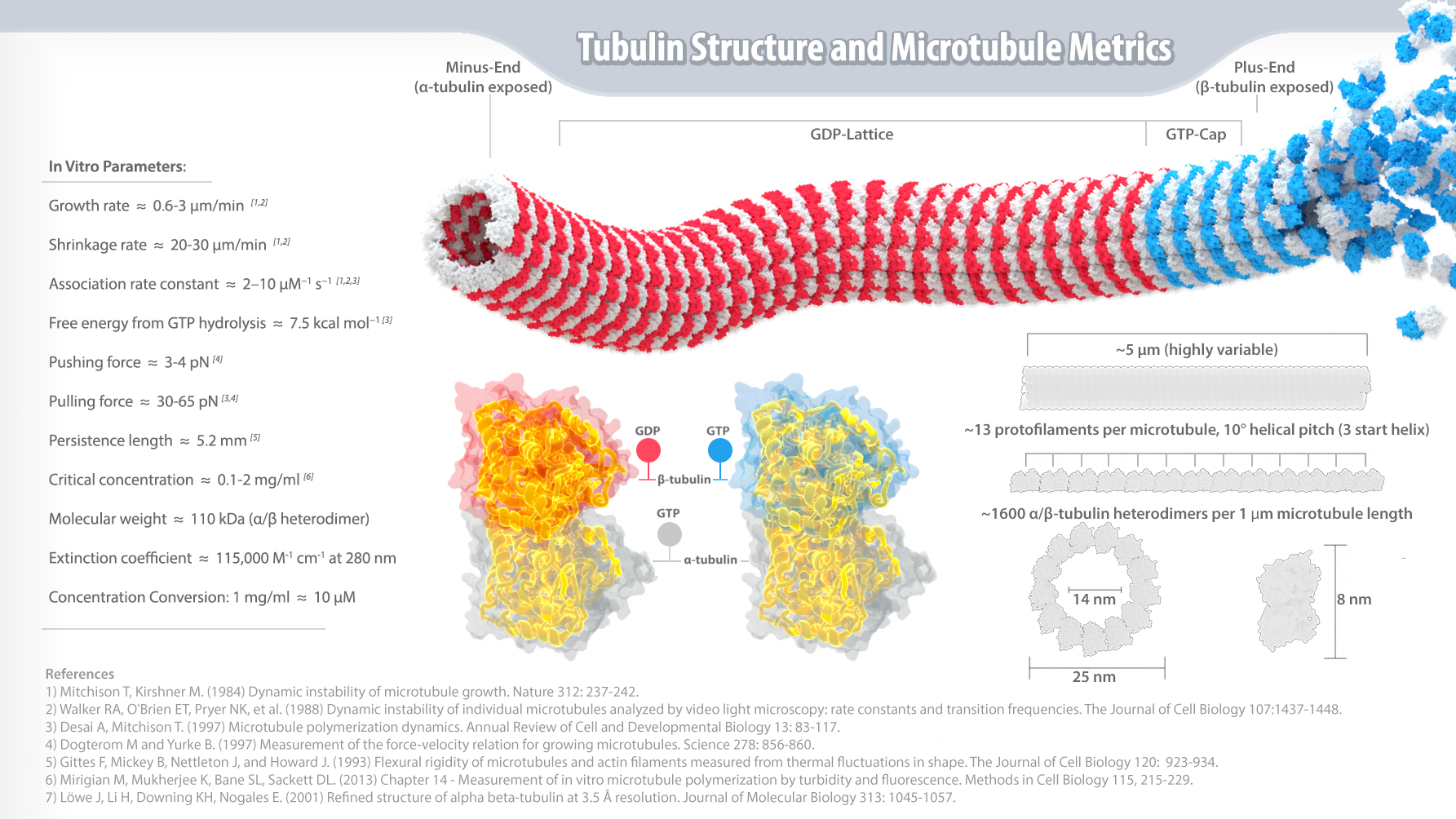
Métricas de tubulina e microtúbulos

As tubulinas α e β polimerizam em microtúbulos dinâmicos. Em eucariotos, os microtúbulos são componentes principais do citoesqueleto e funcionam em muitos processos, incluindo suporte estrutural, transporte intracelular e segregação do DNA. 

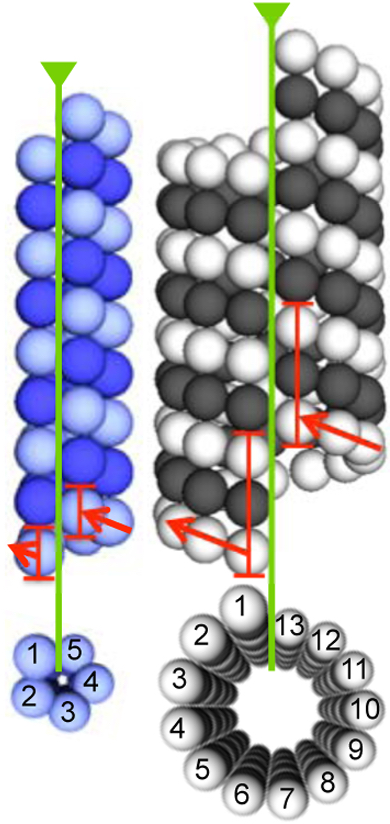
Comparação das arquiteturas de um microtúbulo bacteriano de 5 protofilamentos (esquerda; BtubA em azul escuro; BtubB em azul claro) e um microtúbulo eucariótico de 13 protofilamentos (direita; α-tubulina em branco; β-tubulina em preto). Costuras e hélices iniciais são indicadas em verde e vermelho, respectivamente.

Os microtúbulos são montados a partir de dímeros de tubulinas α e β. Estas subunidades são ligeiramente ácidas, com um ponto isoelétrico entre 5,2 e 5,8. Cada uma tem um peso molecular de aproximadamente 50 kDa.
Para formar microtúbulos, os dímeros de tubulina α e β ligam-se ao GTP e se montam nas extremidades (+) dos microtúbulos enquanto estão no estado ligado ao GTP. A subunidade β-tubulina está exposta na extremidade positiva do microtúbulo, enquanto a subunidade α-tubulina está exposta na extremidade negativa. Após a incorporação do dímero no microtúbulo, a molécula de GTP ligada à subunidade β-tubulina eventualmente sofre hidrólise para GDP através de contatos inter-dímeros ao longo do protofilamento do microtúbulo. A molécula de GTP ligada à subunidade α-tubulina não é hidrolisada durante todo o processo. Se o membro β-tubulina do dímero de tubulina está ligado ao GTP ou GDP influencia a estabilidade do dímero no microtúbulo. Dímeros ligados ao GTP tendem a se montar em microtúbulos, enquanto dímeros ligados ao GDP tendem a se desintegrar; assim, este ciclo GTP é essencial para a instabilidade dinâmica do microtúbulo.

#### Microtúbulos bacterianos
Homólogos de tubulinas α e β foram identificados no gênero Prosthecobacter de bactérias. Eles são designados BtubA e BtubB para identificá-los como tubulinas bacterianas. Ambos exibem homologia com as tubulinas α e β. Embora estruturalmente muito semelhantes às tubulinas eucarióticas, elas têm vários recursos exclusivos, incluindo dobramento sem chaperonas e dimerização fraca. A microscopia eletrônica criogênica mostrou que BtubA/B forma microtúbulos in vivo, e sugeriu que esses microtúbulos compreendem apenas cinco protofilamentos, em contraste com os microtúbulos eucarióticos, que geralmente contêm 13. Estudos subsequentes in vitro mostraram que BtubA/B forma "mini-microtúbulos" de quatro filamentos.

### Divisão celular

#### Divisão procariótica
FtsZ é encontrada em quase todas as bactérias e arqueias, onde funciona na divisão celular, localizando-se em um anel no meio da célula em divisão e recrutando outros componentes do divisoma, o grupo de proteínas que juntas constringem o envelope celular para dividir a célula, gerando duas células-filhas. FtsZ pode polimerizar em tubos, lâminas e anéis in vitro, e forma filamentos dinâmicos in vivo.
TubZ funciona na segregação de plasmídeos de baixo número de cópias durante a divisão celular bacteriana. A proteína forma uma estrutura incomum para um homólogo de tubulina; dois filamentos helicoidais enrolam-se um ao redor do outro. Isso pode refletir uma estrutura ideal para esta função, já que a proteína não relacionada de partição de plasmídeos ParM exibe uma estrutura semelhante.

### Forma celular
CetZ funciona nas mudanças de forma celular em pleomórficas haloarqueias. Em Haloferax volcanii, CetZ forma estruturas citoesqueléticas dinâmicas necessárias para a diferenciação de uma forma celular em formato de placa para uma forma em bastonete que exibe motilidade natatória.

## Tipos

### Eucarióticos
A superfamília da tubulina contém seis famílias (tubulinas alfa-(α), beta-(β), gama-(γ), delta-(δ), epsilon-(ε) e zeta-(ζ)).

#### α-Tubulina
Os subtipos humanos de α-tubulina incluem:
- TUBA1A
- TUBA1B
- TUBA1C
- TUBA3C
- TUBA3D
- TUBA3E
- TUBA4A
- TUBA8

#### β-Tubulina

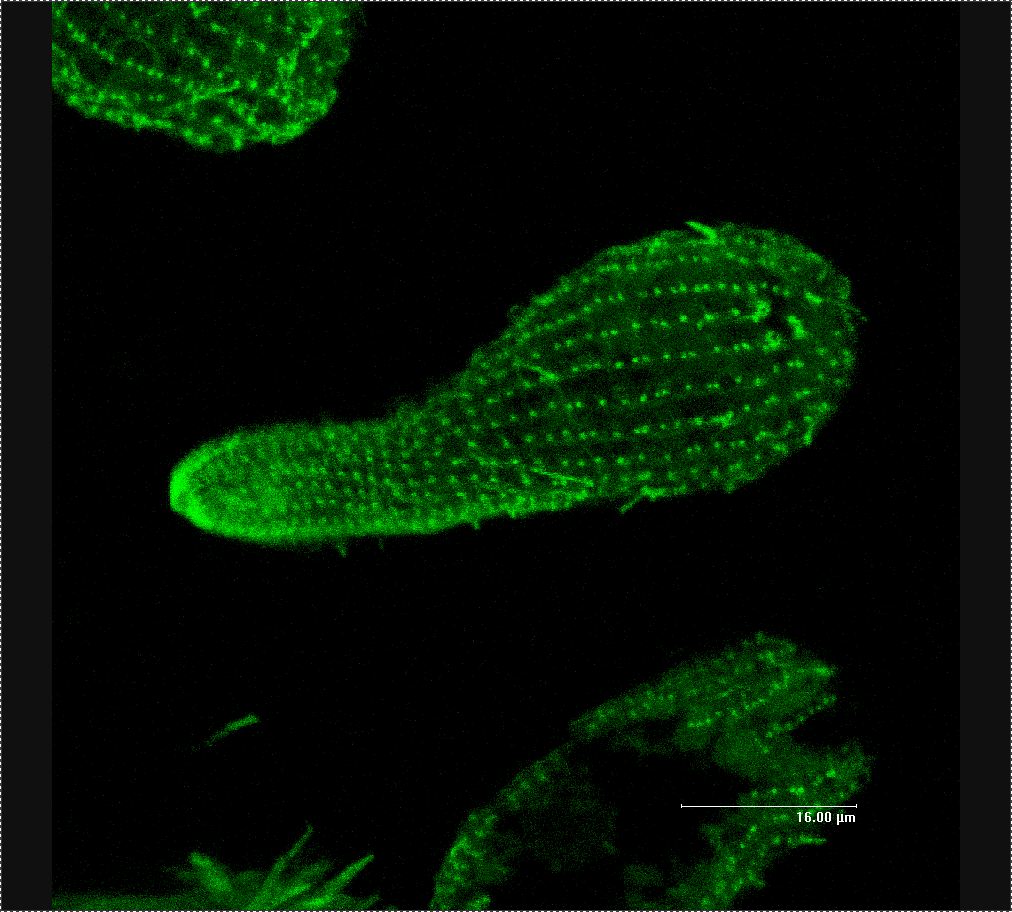
β-tubulina em Tetrahymena sp.

Todos os medicamentos que se sabe que se ligam à tubulina humana ligam-se à β-tubulina. Estes incluem paclitaxel, colchicina e os alcaloides da vinca, cada um dos quais tem um sítio de ligação distinto na β-tubulina. Além disso, vários medicamentos anti-helmintos têm como alvo preferencial o sítio da colchicina da β-tubulina em vermes em vez de em eucariotos superiores. Enquanto o mebendazol ainda retém alguma afinidade de ligação para a β-tubulina humana e de Drosophila, o albendazol liga-se quase exclusivamente à β-tubulina de vermes e outros eucariotos inferiores. A β-tubulina classe III é um elemento de microtúbulo expresso exclusivamente em neurônios, e é um identificador popular específico para neurônios em tecido nervoso. Ela se liga à colchicina muito mais lentamente do que outros isotipos de β-tubulina. A β1-tubulina, às vezes chamada de β-tubulina classe VI, é a mais divergente em nível de sequência de aminoácidos. É expressa exclusivamente em megacariócitos e plaquetas em humanos e parece desempenhar um papel importante na formação de plaquetas. Quando a β-tubulina classe VI é expressa em células de mamíferos, ela causa desorganização da rede de microtúbulos, formação de fragmentos de microtúbulos e pode, em última análise, causar estruturas semelhantes a bandas marginais presentes em megacariócitos e plaquetas. Katanina é um complexo proteico que corta microtúbulos nas subunidades de β-tubulina, e é necessária para o transporte rápido de microtúbulos em neurônios e em plantas superiores. Os subtipos humanos de β-tubulina incluem:
- TUBB
- TUBB1
- TUBB2A
- TUBB2B
- TUBB2C
- TUBB3
- TUBB4
- TUBB4Q
- TUBB6
- TUBB8

#### γ-Tubulina

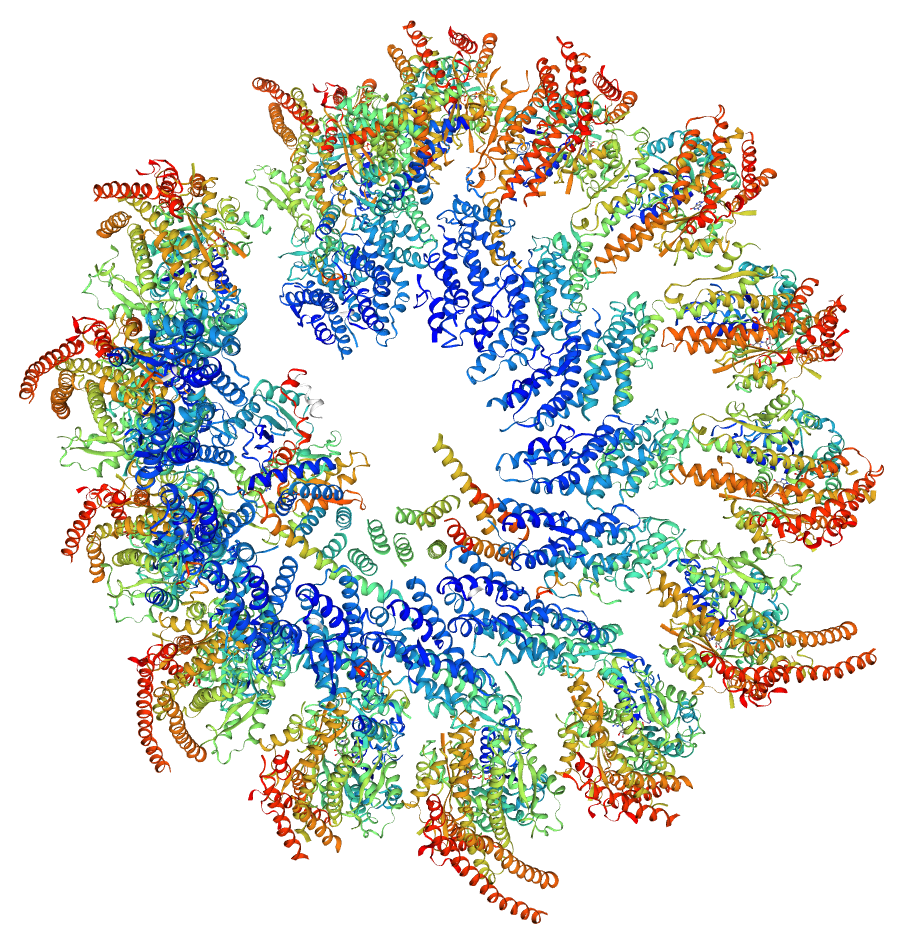
Complexo em anel de γ-tubulina (γ-TuRC)

A γ-tubulina, outro membro da família da tubulina, é importante na nucleação de microtúbulos e orientação polar dos microtúbulos. É encontrada principalmente em centrossomos e corpos polares do fuso, uma vez que estas são as áreas de nucleação mais abundante de microtúbulos. Nessas organelas, várias moléculas de γ-tubulina e outras proteínas são encontradas em complexos conhecidos como complexos em anel de γ-tubulina (γ-TuRCs), que mimetizam quimicamente a extremidade (+) de um microtúbulo e, assim, permitem que os microtúbulos se liguem. A γ-tubulina também foi isolada como um dímero proteico e como parte de um pequeno complexo de γ-tubulina (γTuSC), intermediário em tamanho entre o dímero e o γTuRC. A γ-tubulina é o mecanismo mais bem compreendido de nucleação de microtúbulos, mas certos estudos indicaram que determinadas células podem ser capazes de se adaptar à sua ausência, como indicado por estudos de mutação e RNAi que inibiram sua expressão correta. Além de formar um γ-TuRC para nuclear e organizar microtúbulos, a γ-tubulina pode polimerizar em filamentos que se montam em feixes e malhas.
Os subtipos de γ-tubulina humana incluem:
- TUBG1
- TUBG2

Membros do complexo anelar de γ-tubulina:
- TUBGCP2
- TUBGCP3
- TUBGCP4
- TUBGCP5
- TUBGCP6

#### δ e ε-Tubulina
Delta (δ) e épsilon (ε) tubulina foram localizadas em centríolos e podem desempenhar um papel na estrutura e função dos centríolos, embora nenhuma seja tão bem estudada quanto as formas α e β.
Genes humanos de δ e ε-tubulina incluem:
- δ-tubulina: TUBD1
- ε-tubulina: TUBE1

#### ζ-Tubulina
Zeta-tubulina (IPR004058) está presente em muitos eucariotos, mas ausente em outros, incluindo mamíferos placentários. Foi demonstrado que está associada à estrutura do pé basal dos centríolos em células epiteliais multiciliadas.

### Procariótica

#### BtubA/B
BtubA (Q8GCC5) e BtubB (Q8GCC1) são encontradas em algumas espécies bacterianas do gênero Prosthecobacter no filo Verrucomicrobiota. Sua relação evolutiva com as tubulinas eucarióticas não é clara, embora possam ter descendido de uma linhagem eucariótica por transferência lateral de genes. Comparadas a outros homólogos bacterianos, são muito mais semelhantes às tubulinas eucarióticas. Em uma estrutura montada, BtubB atua como α-tubulina e BtubA atua como β-tubulina.

#### FtsZ
Muitas células bacterianas e de euryarchaeota usam FtsZ para se dividir por fissão binária. Todos os cloroplastos e algumas mitocôndrias, ambos organelas derivadas da endossimbiose de bactérias, também usam FtsZ. Foi a primeira proteína citoesquelética procariótica identificada.

#### TubZ
TubZ (Q8KNP3; pBt156) foi identificada em Bacillus thuringiensis como essencial para a manutenção do plasmídeo. Ela se liga a uma proteína de ligação ao DNA chamada TubR (Q8KNP2; pBt157) para movimentar o plasmídeo.

#### CetZ
CetZ (D4GVD7) é encontrada nos clados euryarchaeais de Methanomicrobia e Halobacteria, onde funciona na diferenciação da forma celular.

#### Tubulinas de fagos
Fagos do gênero Phikzlikevirus, bem como um fago de Serratia PCH45, usam uma proteína de revestimento (Q8SDA8) para construir uma estrutura semelhante ao núcleo chamada núcleo de fago. Esta estrutura encerra o DNA, bem como a maquinaria de replicação e transcrição. Ela protege o DNA do fago contra defesas do hospedeiro, como enzimas de restrição e sistemas CRISPR-Cas do tipo I. Uma tubulina formadora de fuso, variavelmente denominada PhuZ (B3FK34) e gp187, centraliza o núcleo na célula.

#### Tubulina de Odinarchaeota
A tubulina de Asgard archaea de Odinarchaeota (OdinTubulina) vivendo em ambientes hidrotermais foi identificada como uma tubulina genuína. A OdinTubulina forma protômeros e protofilamentos mais semelhantes aos microtúbulos eucarióticos, mas se monta em sistemas de anéis mais semelhantes a FtsZ, indicando que a OdinTubulina pode representar um intermediário evolutivo entre FtsZ e tubulinas formadoras de microtúbulos.

## Farmacologia
As tubulinas são alvos para medicamentos anticâncer como vimblastina e vincristina, e paclitaxel. Os medicamentos anti-helmínticos mebendazol e albendazol, bem como o agente anti-gota colchicina, ligam-se à tubulina e inibem a formação de microtúbulos. Enquanto os primeiros acabam levando à morte celular em vermes, o último interrompe a motilidade dos neutrófilos e diminui a inflamação em humanos. O medicamento antifúngico griseofulvina tem como alvo a formação de microtúbulos e tem aplicações no tratamento do câncer.

## Modificações pós-traducionais
Quando incorporada nos microtúbulos, a tubulina acumula uma série de modificações pós-traducionais, muitas das quais são exclusivas dessas proteínas. Essas modificações incluem destirosinação, acetilação, poliglutamilação, poliglicilação, fosforilação, ubiquitinação, sumoilação e palmitoilação. A tubulina também é propensa à modificação oxidativa e agregação durante, por exemplo, lesão celular aguda. Atualmente, existem muitas investigações científicas sobre a acetilação realizada em alguns microtúbulos, especialmente a realizada pela α-tubulina N-acetiltransferase (ATAT1), que está sendo demonstrada desempenhar um papel importante em muitas funções biológicas e moleculares e, portanto, também está associada a muitas doenças humanas, especialmente doenças neurológicas.